# Die Katze und die zwei Spatzen

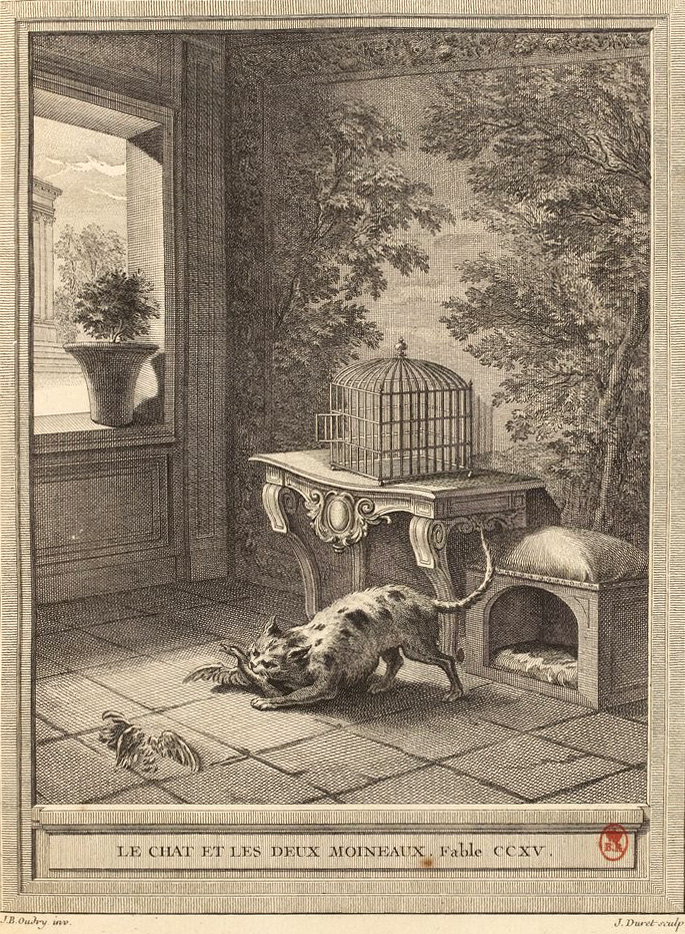
Le chat et les deux moineaux

Die Katze und die zwei Spatzen (französisch Le Chat et les deux Moineaux) ist die zweite Fabel aus dem zwölften Buch der Sammlung Fables Choisies, Mises En Vers von Jean de La Fontaine. Das gesamte zwölfte Buch ist dem damals achtjährigen Duc von Bourgogne gewidmet, die Fabel hat daher den Untertitel A monseigneur le duc de bourgogne.
In Le Chat et les deux moineaux überlässt der Erzähler die Moral dem Adressaten, dem jungen Herzog von Burgund. La Fontaine macht in der Fabel deutlich, dass die natürliche Neigung der Katze, Spatzen zu fressen, durch räumliche Nähe nicht beeinträchtigt wird:
Eine junge Katze und ein junger Spatz lebten eine Zeit lang friedlich zusammen in einem Zimmer. Oft neckten sich die beiden spielend, sie mit den Pfoten – er mit dem Schnabel. Die Katze schonte ihren Freund und fügte dem Spatzen niemals Schmerzen zu, während der unvorsichtige Spatz oft mit dem Schnabel zuschlug, was die Katze höchst nachsichtsvoll als Spiel entschuldigte. Das Glück der beiden dauerte so lange, bis eines Tages ein anderer Spatz geflogen kam und ein Streit unter den Vögeln ausbrach. Die Katze, welche dem Freund zu Hilfe eilte, tötete den fremden Spatz. Da erst merkte sie, wie gut Spatzen schmecken und fraß auch den andern Spatz.